# Iglesia de San Savino (Faenza)
La iglesia de San Savino se encuentra en Faenza, al final de Corso Mazzini en dirección a Imola. Hoy incorporada a la parroquia de la Santísima Virgen del Paraíso, la iglesia de San Savino se utiliza para funciones religiosas ortodoxas.